# Mihai Stoichiță
Mihai Stoichiță,  est un entraîneur de football roumain né le 10 mai 1954 à Bucarest.

## Palmarès

### Joueur
- Vainqueur de la Coupe de Roumanie en 1974 avec Jiul Petroșani

### Entraîneur
- Champion de Roumanie en 1998 avec Steaua Bucarest
- Vainqueur de la Supercoupe de Roumanie en 1998 avec Steaua Bucarest
- Champion de Moldavie en 2002 avec Sheriff Tiraspol
- Champion d'Arménie en 2004 avec Pyunik Erevan
- Vainqueur de la Coupe d'Arménie en 2004 avec Pyunik Erevan
- Vainqueur de la Supercoupe d'Arménie en 2004 avec Pyunik Erevan